# Scrobiculus grenadensis
Scrobiculus grenadensis là một loài tò vò trong họ Ichneumonidae.